# Carlos Gomes Júnior
Carlos Domingos Gomes Júnior (ur. 19 grudnia 1949 w Bolama) – polityk z Gwinei Bissau, premier w latach 2004–2005 oraz 2008–2012.
Gomes jest przywódcą Afrykańskiej Partii Niepodległości Gwinei i Wysp Zielonego Przylądka (PAIGC), która sprawowała władzę nad krajem od czasu uzyskania niepodległości w 1974 r. aż do zamachu stanu w 1999.
Gomes jest uważany za najbogatszego człowieka w kraju. Po raz pierwszy został wybrany do parlamentu w 1994 r. Na stanowisko premiera został powołany 9 maja 2004 i następnego dnia zaprzysiężony. Funkcję pełnił do listopada 2005, a jego następcą został Aristides Gomes.
Po wygranych przez PAIGC wyborach parlamentarnych w listopadzie 2008, Carlos Gomes Júnior 25 grudnia 2008 ponownie objął funkcję szefa rządu.
10 lutego 2012 zrezygnował ze stanowiska, by wziąć udział w wyborach prezydenckich, zaplanowanych na 18 marca 2012 i organizowanych w następstwie śmierci prezydenta Malama Bacaia Sanhy. Tego samego dnia pełniącą obowiązki szefa rządu mianował Adiato Djaló Nandignę.
12 kwietnia 2012, po dokonaniu przez wojsko zamachu stanu, został aresztowany razem z pełniącą obowiązki prezydenta Raimundo Pereirą. Władzę w kraju przejęło Dowództwo Wojskowe na czele z generałem Mamadu Ture Kurumą. Przebywał w nieznanym miejscu w areszcie domowym. Zwolniony 27 kwietnia, wyjechał do Wybrzeża Kości Słoniowej.